# Guillaume Devade

a Compétitions nationales et continentales officielles uniquement.

Dernière mise à jour le 15 avril 2018.
Guillaume Devade, né le 23 mars 1987 à Paris, est un joueur français de rugby à XV qui évolue au poste de centre.

## Biographie
Guillaume Devade évolue dans l'effectif du Stade rochelais à partir de 2007. Blessé à l'épaule à la fin de la saison 2009-2010, il manque une grande partie de la saison suivante après une rechute.
Après cinq saisons en Charente-Maritime, il rejoint l'US Dax en 2012. À l'aube de l'intersaison 2014, il prolonge son contrat avec l'US Dax d'une saison plus une optionnelle. Sa saison 2016-2017 est marquée par une fracture du pied dès la première journée du championnat ; il reste encore un an sous contrat au terme de cette saison.
Guillaume Devade décide de mettre un terme à sa carrière sportive professionnelle après la saison 2017-2018,. Il rejoint ainsi le CM Floirac, club de l'agglomération bordelaise promu en Fédérale 2,.

## Statistiques en équipe nationale
- Équipe de France -18 ans[réf. nécessaire]